# Martin Aßmann
Martin Aßmann (* 19. Juni 1931 in Schönlanke, Provinz Grenzmark Posen-Westpreußen; † 10. September 2018 in Braunschweig) war ein deutscher Bauingenieur und Unternehmer. Er war Gründer des Beratungs- und Planungsbüros Assmann Beraten + Planen GmbH.

## Leben
In der Schlacht um Ostpommern flüchtete seine Mutter mit ihm und seinen drei Geschwistern aus Ostpommern nach Minden. 
Aßmann besuchte von 1951 bis 1954 die Staatsbauschule Frankfurt am Main und beendete sie als Bauingenieur. Im Anschluss sammelte er bis 1959 erste Berufserfahrungen als Angestellter im Ingenieurbüro Collorio in Stadtoldendorf. Gleichzeitig studierte er an der Technischen Hochschule Braunschweig Bauingenieurwesen.  
Als Diplom-Ingenieur gründete Aßmann 1959 das „Ingenieurbüro für Baustatik Aßmann“, das sich auf Statik des Stahlbeton- und Stahlbaues sowie auf Gründungsberechnungen spezialisierte. Nach  der Eröffnung von mehreren Standorten wurde das Unternehmen 1989 in „Assmann Beraten + Planen GmbH“ umbenannt.
1963 erwarb er einen LGP-30 der Firma Eurocomp GmbH – einen Rechner, der 384 kg wog, mit 113 Röhren und als Hauptspeicher eine Magnettrommel mit 4096 Worten à 32 Bit hatte. Somit konnte das Unternehmen erste statische Berechnungen mit einer elektronischen Rechenanlage vornehmen.
1996 schied Aßmann als Geschäftsführer aus dem Unternehmen aus und war für Assmann Beraten + Planen nur noch punktuell als Berater tätig. 

Von 1991 bis 2003 war er Präsident des Verbandes Beratender Ingenieure (VBI). Im Anschluss wurde er zum Ehrenmitglied des Verbandes ernannt. 

1999 übernahm Aßmann als privater Träger das Technologiezentrum Delmenhorst (heute: Technologie- und Wirtschaftszentrum Delmenhorst TWZ).
Aßmann hat rund 45 Veröffentlichungen in Fachbüchern, Fachpresse und Presse (Stand 2006).
Sein damals 21-jähriger Sohn Bernd wurde 1981 in Australien ermordet.

## Ehrungen
- Bürgermedaille der Stadt Braunschweig (1992), für die Gründung und Führung eines Förderkreises zur Unterstützung von Spätaussiedlern
- Bundesverdienstkreuz am Bande (22. Januar 1997)[5][6][7]

## Schriften
- Das unabhängige Consulting – Herausforderung und Chance für junge Ingenieure und Naturwissenschaftler. In: Karriere in unabhängigen Ingenieurbüros, VBI, Berlin, 2001, S. 5–6
- CAD im Stahlbetonfertigteilbau: Tagungsband zum Seminar im Haus der Technik, Essen vom 3. Mai 1979, Kernforschungszentrum Karlsruhe, 1979
- 10 Jahre Ing.Gruppe Assmann: Braunschweig, Hamburg, München. Waisenhaus-Buchdruckerei und Verlag, 1969